# Жах

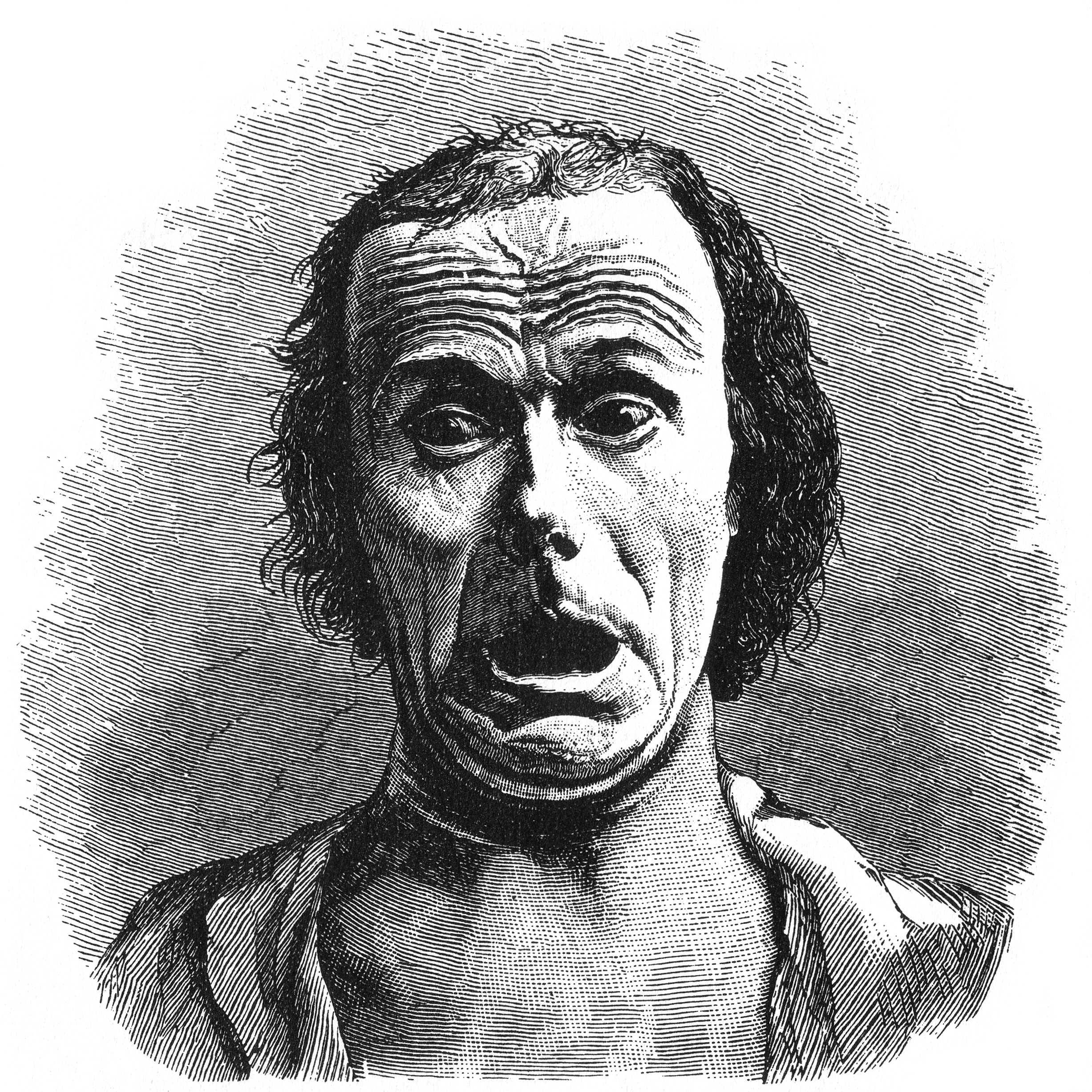
Малюнок 20 з книги Чарльза Дарвіна (1872)

Жах — почуття сильного страху, відрази й переляку, викликане тим, що здається жорстоким і огидним у фізичному чи моральному сенсі. Характеризується заціпенінням, іноді тремтінням, крайнім станом страху. За прийнятою нині класифікацією заціпеніння є захисною реакцією тваринного організму на переляк у разі, якщо загроза явно перевершує можливості організму протистояти їй при тому, що відсутня можливість сховатися.

## Етимологія
Результат фонетичної видозміни основи «жас-» може бути пояснений впливом основи «страх-». Спостерігається, що основа «жас-» (з *gēs-) зазнала зміни, можливо, внаслідок впливу основи «страх-». Українська мова використовує слова «жах» та «жас» з аналогічним значенням. У польській мові також існують слова «żachnąć się» (здригнутися) та «żasnąć się» (жахнутися).

## Культура
Жах — це часто реакція на надприродне. Він виникає не лише в архаїчних культурах, які приписують злу магічне чи релігійне значення (табу), але й у культурах, що характеризуються раціональністю та науковістю. Однак з поширенням наукового світогляду зізнання когось у тому, що щось лякає, ставало все більш смішним у повсякденному житті: такі імпульси все частіше розглядалися як забобонні, інфантильні або старомодні, особливо в епоху Просвітництва. Однак про те, що жах і прагнення до нього не зникли, можна судити з того, що кінематограф виділив цю тему в особливий жанр - фільм жахів, в якому вона іноді розряджається в комедійному ключі. Однак кліше цих фільмів також містить в собі безвірника, просвітленого насмішника, якому доводять, що він помиляється.